# Schneeweiss und Rosenrot

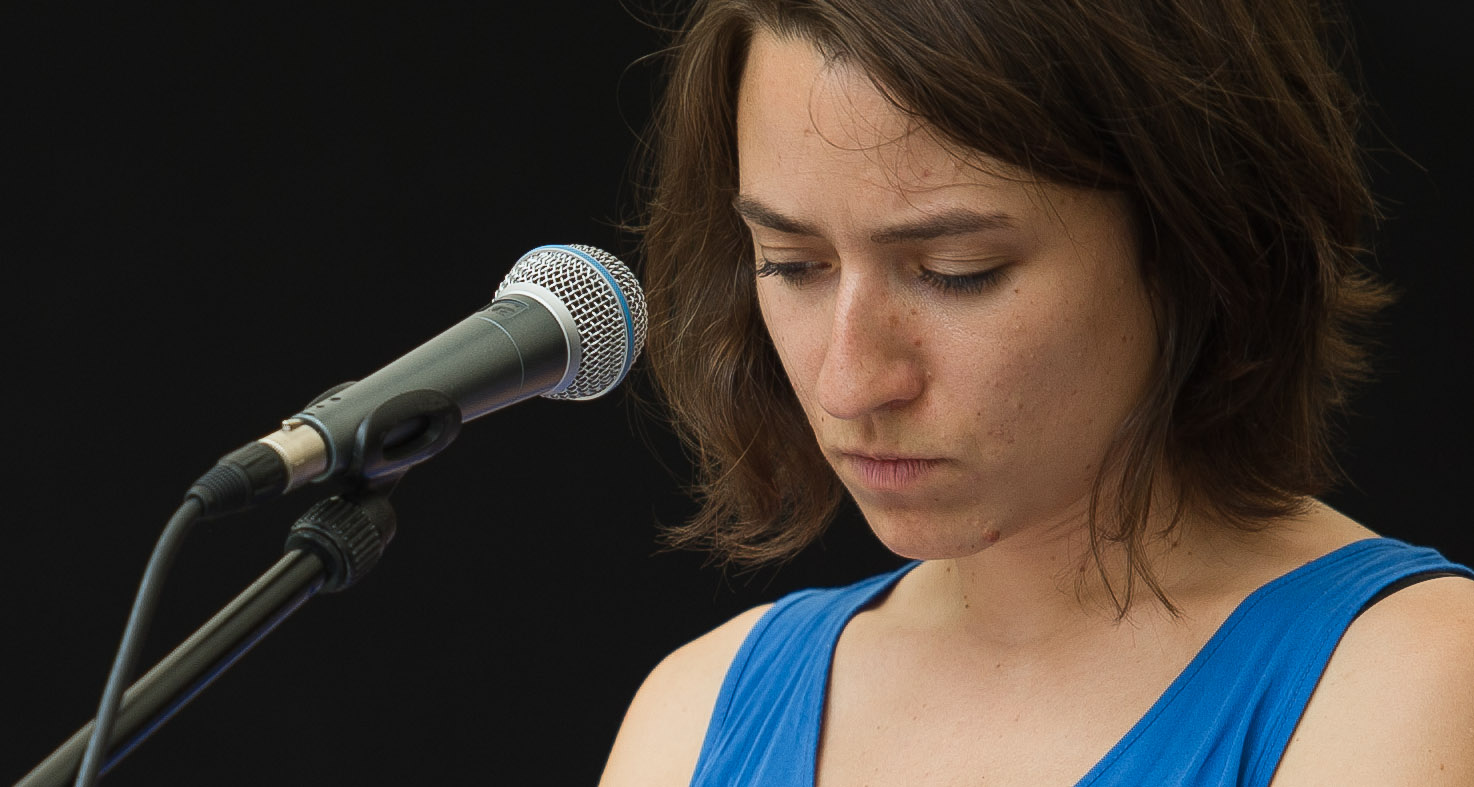
Lucia Cadotsch (Jazz im Museumspark Frankfurt am Main, 2013)

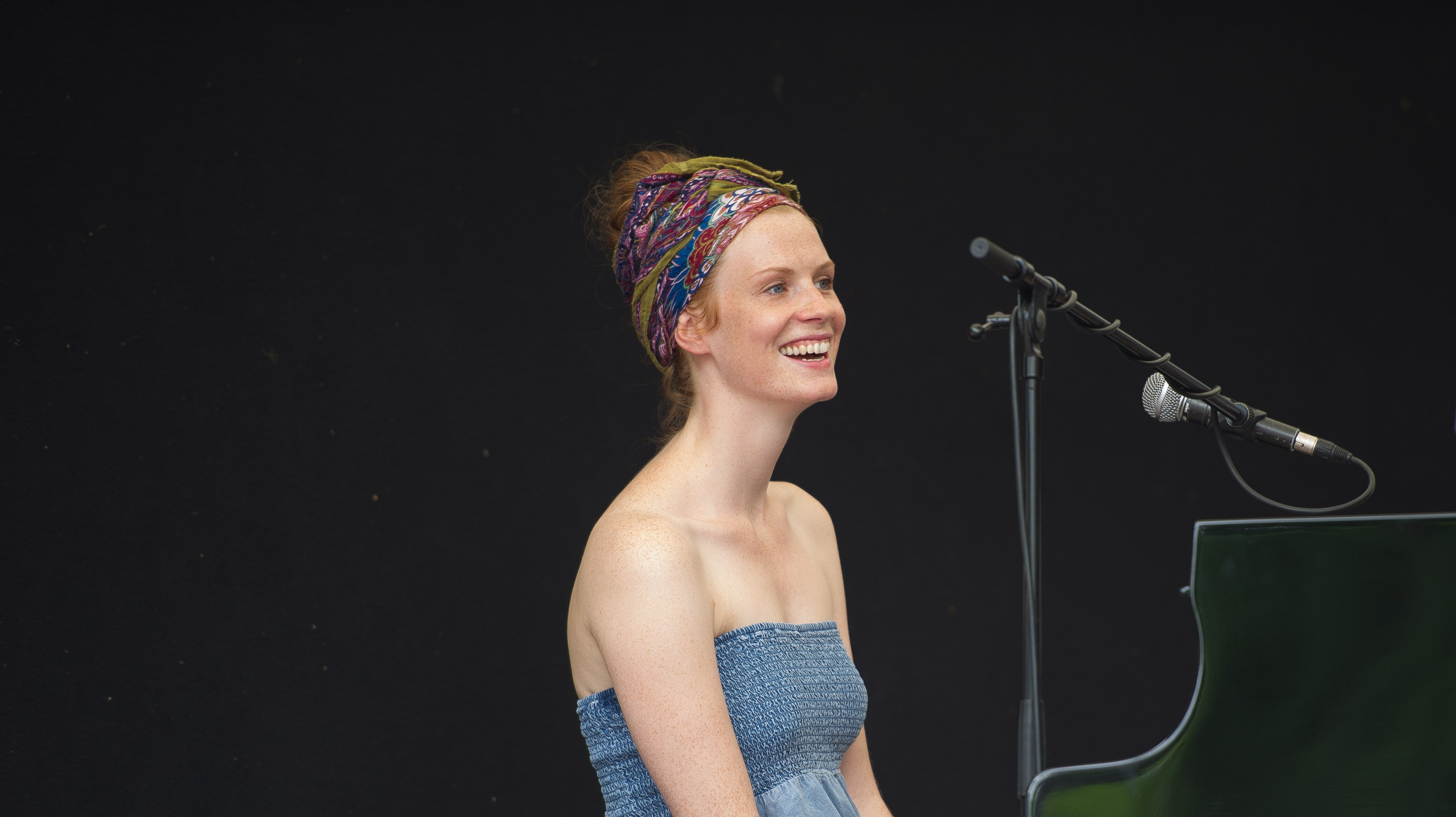
Johanna Borchert (Jazz im Museumspark, 2013)

Schneeweiss und Rosenrot war eine multinationale europäische Popband, die aus Jazzmusikern besteht. Ihre Musik wird auch als „Gratwanderung zwischen Jazz, Pop und tonaler Freiheit“ beschrieben; daher wird die Band teilweise auch als Jazzband eingeordnet.
Das „Jazz-cum-Pop“-Quartett bestand aus der Schweizer Sängerin Lucia Cadotsch, der deutschen Pianistin Johanna Borchert, dem schwedischen Kontrabassisten Petter Eldh und dem Luxemburger Schlagzeuger Marc Lohr. 
Kennengelernt hatten sich Lucia Cadotsch und Johanna Borchert während ihres Jazzstudiums an der Universität der Künste Berlin, wo sie zunächst ein gleichnamiges Duo gründeten. Das Quartett hat sich dann in Kopenhagen gefunden, wo die meisten Musiker auf dem Rytmisk Musikkonservatorium studiert haben. Die seit 2004 bestehende Formation operierte zuletzt von Berlin aus. Sie ist auf dem Kongsberg Jazzfestival in Norwegen, dem Copenhagen Jazz Festival und dem irischen 12-Points-Festival ebenso aufgetreten wie auf der Jazzahead und dem Moers Festival. 2012 wurde sie mit dem Neuen Deutschen Jazzpreis ausgezeichnet.

## Diskographie
- Salt Crusted Dreams (2009, Calibrated Music)
- Pretty Frank (2011, Enja[5])
- Pool (2012, Enja[7])